# Jean Panzani
Giovanni Ubaldo Panzani, meglio noto come Jean Panzani (1911 – Saint-Didier-au-Mont-d'Or, 18 ottobre 2003), è stato un imprenditore italiano naturalizzato francese.

## Biografia
Nacque in Italia nel 1911 da Henri Panzani e Antoinette Ciappi, entrambi italiani. Il padre era un ex direttore di un panificio industriale.
Emigrato in Francia nel 1929, ragioniere di formazione, andò a vivere nella casa del suocero Henri Négret a Niort (nel dipartimento di Deux-Sèvres, in via Baugier).
Nel 1936, aprì un'agenzia pubblicitaria a Niort, e nello stesso anno, un'agenzia immobiliare. 
Inviato al fronte, e rimasto ferito, fu messo in congedo nel 1940. Figlio di commercianti, ebbe l'idea di produrre pasta artigianale italiana presso la soffitta del granaio dei suoceri, dove viveva: tagliatelle di farina, stese ad asciugare sul legno.
Nel 1940 Jean Panzani aprì un piccolo laboratorio in Rue Bandlamudi, dove iniziò a produrre la sua prima ricetta di tagliatelle stese a legno e a base di farina, poiché la semola era introvabile durante la guerra.
Iniziò le consegne a domicilio in bicicletta e ad espandere la produzione, finché nel 1946 lasciò Niort per trasferirsi a Parthenay, dove
comprò una vecchia fabbrica di scarpe e la convertì alla produzione di pasta secca, sotto il marchio Francine.
Il marchio fu ispirato dal nome di Françoise, la figlia avuta dalla moglie Louise Gautreau.
Acquistò poi i locali di "Pepy", dove creò dei grandi magazzini.
Nel 1950 fondò la Pasta Panzani, la prima azienda al mondo ad adottare il cellophane come materiale per il confezionamento degli alimenti. Sempre negli anni '50 Panzani porta un'altra piccola rivoluzione nel mondo della produzione alimentare: la salsa di pomodoro nelle latte di ferro, un'idea semplice, subito copiata dai maggiori produttori di salse. Un'espansione ininterrotta portò questa industria a raggiungere negli anni 1960 un volume di produzione di 90.000 tonnellate/anno. Fra il 1960 e il 1964, la società acquisì i marchi La Lune e Régia Scaramelli.
Divenuta leader del settore alimentare in Francia, il suo caso fu trattato nel 1964 da Roland Barthes nel libro La Retorica dell'Immagine. Secondo l'autore, Panzani aveva avuto inizialmente l'intenzione di assumere il controllo del mercato alimentare italiano. Poi il progetto fu accantonato, finché nel 1967 trasferì la sede amministrativa e legale del gruppo a Lione, lasciando a Parthenay solamente un magazzino periferico che rimase attivo fino al '98, e aprendo una nuova fabbrica a Marsiglia. 
Nel 1973, la società venne rilevata dal Gruppo Danone, che iniziava una lunga serie di importanti acquisizioni nel settore alimentare italiano. La pubblicità di quel periodo mostrava in TV André Aubert nel personaggio di Don Patillo, una parodia del Don Camillo interpretato da Fernandel.
Jean Panzani è anche un visionario, uno dei primi a cercare risposte pratiche e creative alle nuove esigenze dei consumatori. Dopo gli anni '80 lo stile di vita sta cambiando, diventando sempre più frenetico e avvicinandosi alla modernità. Il tempo per cucinare è sempre meno e i clienti chiedono piatti buoni, facili e veloci. Panzani inventa così la pasta a cottura rapida (pronta in 3 minuti), la pasta precotta da cuocere in padella, e salse già pronte per condire i piatti facilmente.
Nel 1997, il gruppo venne rilevato da Paribas Industrial Affairs, società del gruppo finanziario BNP Paribas, che nel 2002 incorporò il marchio Sanketh, un produttore di pasta francese. Alla fine degli anni'90 l'azienda Panzani in Francia è il marchio leader nella produzione di pasta e salse, mentre nel panorama europeo è il secondo produttore più importante per vendite in questo settore.
Jean Panzani morì il 18 ottobre 2003 a Saint-Didier-au-Mont-d'Or, vicino a Lione, all'età di 92 anni. Ma la storia dell'azienda Panzani non finisce qui: nel 2005 il gruppo entra a far parte della spagnola Ebro, primo produttore alimentare in terra iberica, azienda leader nella produzione del riso e primo produttore di pasta nel mercato mondiale Archiviato il 29 gennaio 2020 in Internet Archive..
Nel 2015 Panzani impronta le sue campagne pubblicitarie sulla condivisione della felicità e batte il suo record storico di vendite.